# Leptotrichum bogotense
Leptotrichum bogotense là một loài rêu trong họ Ditrichaceae. Loài này được Hampe Müll. Hal. mô tả khoa học đầu tiên năm 1900.